# Davies Banchero
Davies Banchero, vollständiger Name Davies Ruben Banchero Martínez, (* 19. September 1990 in Montevideo) ist ein uruguayischer Fußballspieler.

## Karriere
Der 1,85 Meter große Defensivakteur Banchero spielte mindestens seit der Saison 2012/13 für den seinerzeitigen Zweitligisten Miramar Misiones. Bei den Montevideanern trug er in jener Saison als in fast allen Saisonspielen mitwirkender Spieler zum Aufstieg in die höchste uruguayische Spielklasse bei. Zur Apertura 2013 wechselte er zum Erstligisten Centro Atlético Fénix. In der Spielzeit 2013/14 absolvierte er dort vier Spiele in der Primera División. Ein Tor erzielte er nicht. In der Saison 2014/15 wurde er einmal (kein Tor) eingesetzt. Anfang September 2015 schloss er sich dem Zweitligisten Deportivo Maldonado an. In den Spielzeiten 2015/16 und 2016 lief er jeweils in drei Zweitligaspielen (kein Tor) auf.

## Erfolge
- Aufstieg in die Primera División 2012/13